# 三遊亭窓里
三遊亭 窓里（さんゆうてい そうり、1959年12月23日 - ）は、日本の落語家、政治家。川越市議会議員。落語協会所属。埼玉県川越市出身。本名は小林 薫（こばやし かおる）。埼玉県立志木高等学校卒業。

## 来歴

### 落語家として
- 1980年 - 六代目三遊亭圓窓に入門。前座となる。前座名「窓里」。
- 1985年 - 二ツ目昇進。
- 1997年 - 真打昇進。

### 政治家として
1995年に川越市議会議員に当選。以後、2023年まで8期連続で当選を果たしている。この間、2010年6月には川越市議会議長にも就任した。

## 過去に出演していた番組
- 平成名物TV ヨタロー （TBS 1990年4月28日 - 1991年4月6日）

## 賞歴
- 1994年 - NHK新人演芸大賞優秀賞

## 著書
- 『三遊亭窓里の自画自賛』新盛堂天地社 1996年